# Gymnotraunsteinera vallesiaca
Gymnotraunsteinera vallesiaca är en orkidéart som först beskrevs av Spiess, och fick sitt nu gällande namn av Peter Francis Hunt. Gymnotraunsteinera vallesiaca ingår i släktet Gymnotraunsteinera och familjen orkidéer. Inga underarter finns listade i Catalogue of Life.